# NGC 6947
NGC 6947 (również PGC 65193) – galaktyka spiralna z poprzeczką (SBb), znajdująca się w gwiazdozbiorze Mikroskopu. Została odkryta 28 września 1834 roku przez Johna Herschela.